# Astove

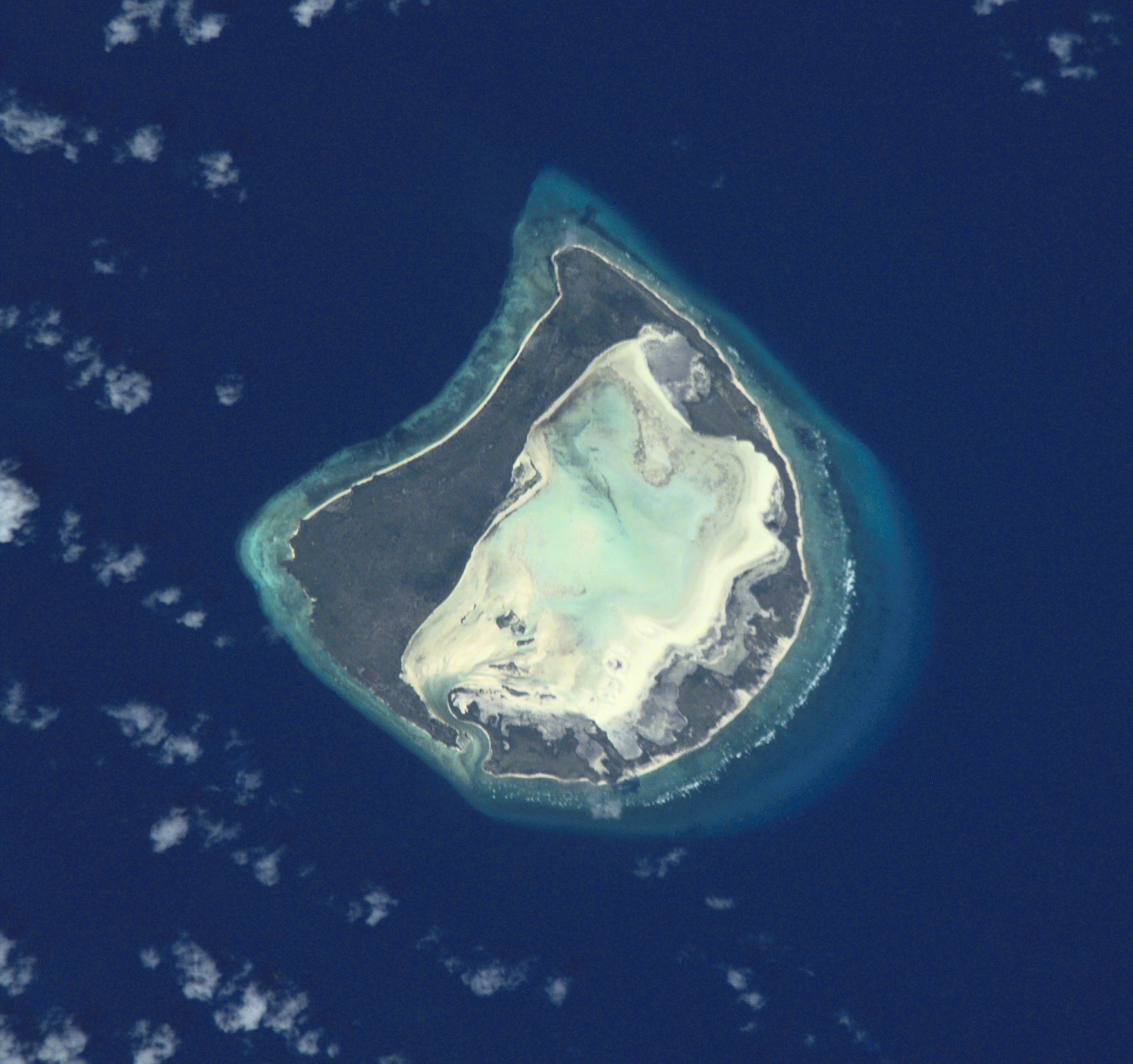
Het eiland Astove

Het eiland Astove ligt 38 km ten zuidoosten van het atol Cosmoledo in de Seychellen. Het eiland vormt bijna een gehele ring rond een ondiepe lagune, van maximaal zo'n 3 meter diep, en laat een opening in het zuidwesten bestaan. De atol is van noord naar zuid 4,5 km lang en 2 km breed.
De oppervlakte van het eiland is 4.96 km² exclusief de lagune, inclusief is deze 9,5 km².
Het enige bewoonde stuk van het eiland is sinds de jaren tachtig verlaten. Het noordoosten van het eiland bevat een met gras begroeide landingsbaan. Nu is het eiland niet meer toegankelijk voor publiek, aangezien het een natuurreservaat is.
De Cosmoledo-atol, het dichtstbijzijnde eiland, en Astove staan bekend als de Cosmoledo-groep welke op hun beurt weer een onderdeel vormen van de Aldabra groep.